# Torre dell'acqua di Breslavia
La torre dell'acqua di Breslavia (Wieża ciśnień we Wrocławiu) è un ex serbatoio idrico della città di Breslavia, in Polonia.

## Descrizione
La torre dell'acqua si trova a ulica Sudecka, nel quartiere di Borek, nella città di Breslavia. Alta 65 m, la torre richiama nell'aspetto un castello medievale. Alla base delle sue massicce fondamenta presenta dei bassorilievi in arenaria di Ignatius Taschner e Robert Bednorz raffiguranti delle creature fantastiche. La facciata a nord est presenta una fontana decorata da un tritone sormontato da una ninfa. L'edificio presenta un ascensore.

## Storia
La torre dell'acqua venne progettata dall'architetto tedesco Karl Klimm, già artefice del ponte Tiergarten, l'edificio destinato alla facoltà di architettura dell'odierno Politecnico e altre architetture e opere urbane di Breslavia. Dopo essere stata approvata l'agosto del 1903, la costruzione venne iniziata nel 1904 e terminata l'anno successivo. Durante l'assedio di Breslavia del 1945, periodo in cui venne adottata come postazione di controllo, la struttura rimase quasi del tutto illesa. Fino alla metà degli anni ottanta, l'edificio distribuì acqua nei distretti a sud della città. Nel 1996 la torre venne comprata da Helmut Stephan, che la fece rinnovare al costo di 5 milioni di marchi per renderla un'area ricreativa.